# ناحیه تورمان، شهرستان سولیوان، ایندیانا
تورمان، شهرستان سولیوان، ایندیانا (به انگلیسی: Turman Township, Sullivan County, Indiana) یک منطقهٔ مسکونی در ایالات متحده آمریکا است که در ایندیانا واقع شده‌است.

## خصوصیات
تورمان ۱٬۰۶۱ نفر جمعیت دارد و ۱۶۵ متر بالاتر از سطح دریا واقع شده‌است.